# Bildad Kaggia

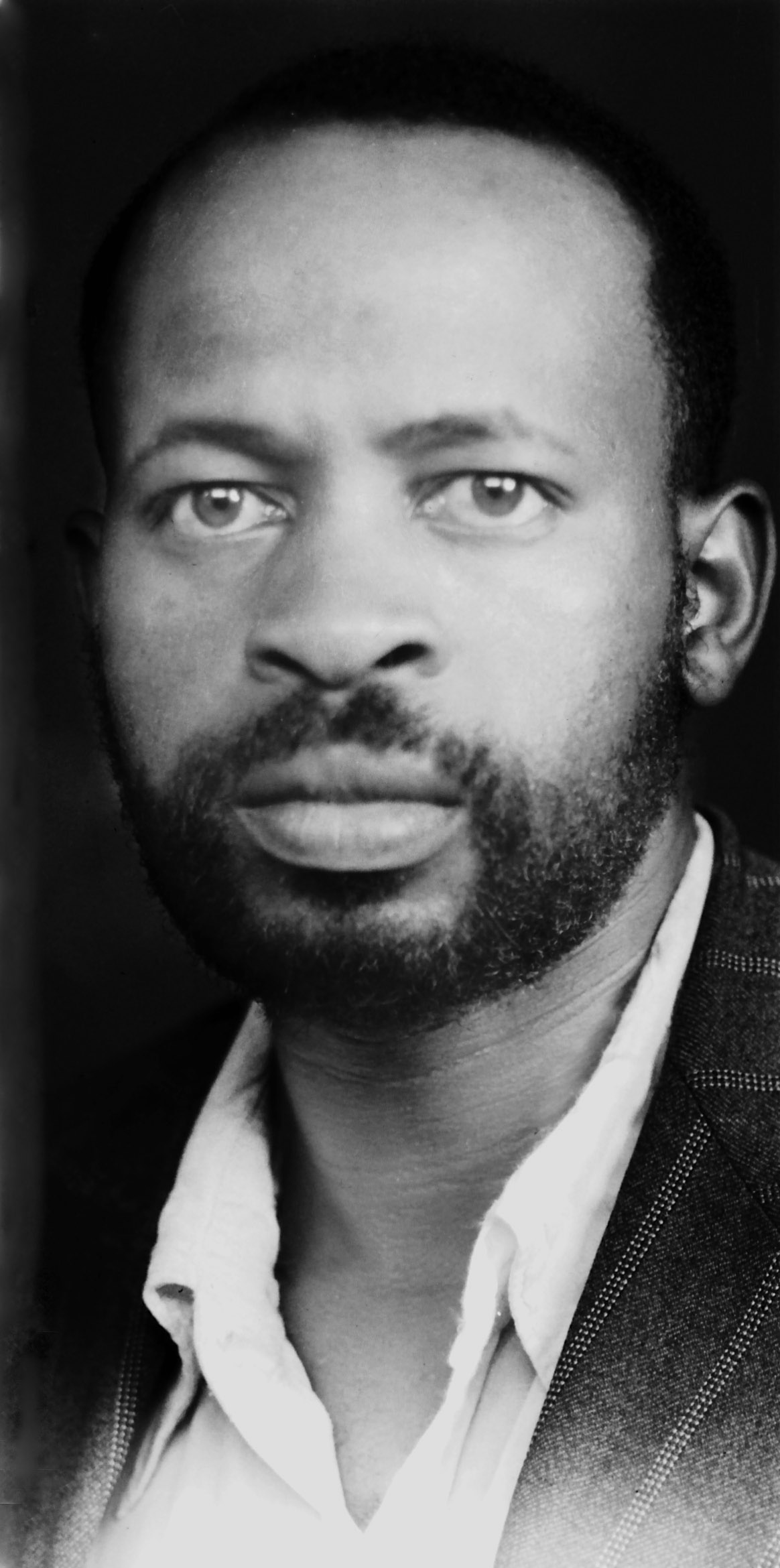

Bildad Mwaganu Kaggia (* 1921 in Dagoretti; † 7. März 2005 in Nairobi) war ein kenianischer Politiker und Schlüsselfigur der Unabhängigkeitsbewegung.

## Biografie
Kaggia stammte aus einer Kleinbauernfamilie und war zunächst als Lehrer tätig. Während des Zweiten Weltkrieges diente er bei den King’s African Rifles der British Army.
Nach seiner Rückkehr nach Kenia 1946 wurde er zu einem militanten Gewerkschafter, der sich aktiv in der ostafrikanischen Gewerkschaftsbewegung engagierte, die der kenianischen Unabhängigkeitsbewegung in einer kritischen Zeit den nötigen gewerkschaftlichen Rückhalt gab. Wegen dieses Engagements wurde er 1952 von den britischen Kolonialbehörden zusammen mit Jomo Kenyatta sowie Kungu Karumba, Fred Kubai, Paul Ngei und Achieng Oneko ("Kapenguria Six") nach dem Mau-Mau-Aufstand verhaftet und erst 1961 nach der Aufhebung des Ausnahmezustandes freigelassen.
Nach der Unabhängigkeit Kenias am 12. Dezember 1963 wurde er unmittelbar zum Vizeminister für Erziehung ernannt, jedoch bereits 1964 wieder entlassen, nachdem er die Befähigung der nationalen Regierung in Frage stellte. Dabei klagte er die Regierung Präsident Kenyattas des Ansichreißens von Ländereien und der Korruption an. Das Angebot Kenyattas zur Übereignung einer größeren Länderei lehnte er unter dem Hinweis, dass er für die Kenianer und nicht für sich selbst gekämpft hätte und Tausende landloser Kenianer, die den Mau-Mau-Aufstand gegen die britische Herrschaft unterstützt hätten, eigenen Grund und Boden nötiger hätten als er.
1966 verzichtete er auf seinen Abgeordnetensitz, den er zuvor als Kandidat der Kenya African National Union (KANU) gewonnen hatte, um als Kandidat der von Oginga Odinga gegründeten Kenya People’s Union (KPU) für die anstehenden Parlamentswahlen zu kandidieren. Nachdem er jedoch bei den Wahlen unterlag, kam es schnell zum Bruch mit Odinga. Nach weiteren erfolglosen Kandidaturen um ein Abgeordnetenmandat 1969 und 1974 zog er sich aus der Politik zurück und warf Kenyatta vor, seine politische Laufbahn behindert zu haben. Wegen erneuter Kritik an Kenyatta befand er sich 1969 darüber hinaus für sechs Monate in Haft. 1975 erschien seine Autobiografie "Roots of Freedom 1921-1963".
2005 starb er in Armut in einem Slum von Nairobi.